# Tomoya Inukai
Tomoya Inukai (犬飼 智也 Inukai Tomoya?), född 12 maj 1993 i Shizuoka prefektur, är en japansk fotbollsspelare.
Inukai började sin karriär 2012 i Shimizu S-Pulse. 2013 blev han utlånad till Matsumoto Yamaga FC. Han gick tillbaka till Shimizu S-Pulse 2015. 2018 flyttade han till Kashima Antlers. Med Kashima Antlers vann han AFC Champions League 2018.